# السور الأندلسي بالرباط
الجدار الأندلسي هو سور يحد الجزء الجنوبي من المدينة العتيقة بالرباط عاصمة المغرب. بناه الموريسكيون الذين فروا من بطش المسيحيين مع بداية القرن السابع عشر، يبلغ طول الجدار 1.4 كيلو متر، ويتراوح ارتفاعه بين 4.9 متر و 5.5 متر بمتوسط سماكة 1.65 متراً. ويحيط بمساحة 840 هكتاراً.

## تحصينات الجدار الأندلسي
يُحيط بالجدار 26 برجًا بارلونجًا محصنًا بممر يتراوح عرضه بين 1.3 متر و 1.5 متر، محمي بحاجز يبلغ 1.65 مترًا مثقوب بالثغرات. ينتهي السور من الشرق عند برج سيدي مخلوف، وهو حصن دائري الشكل مثقوب بالثغرات وأطواق المدافع، ويرتبط به برج.
يشمل امتداد الجدار الأندلسي إلى ما وراء برج سيدي مخلوف جدارًا بسيطًا ينتهي إلى برج البرانة الواقع على الضفة اليسرى لنهر أبو رقراق. تدمر في بداية القرن العشرين (بين عامي 1913 و 1914) ولم يعد هناك أي أثر له.

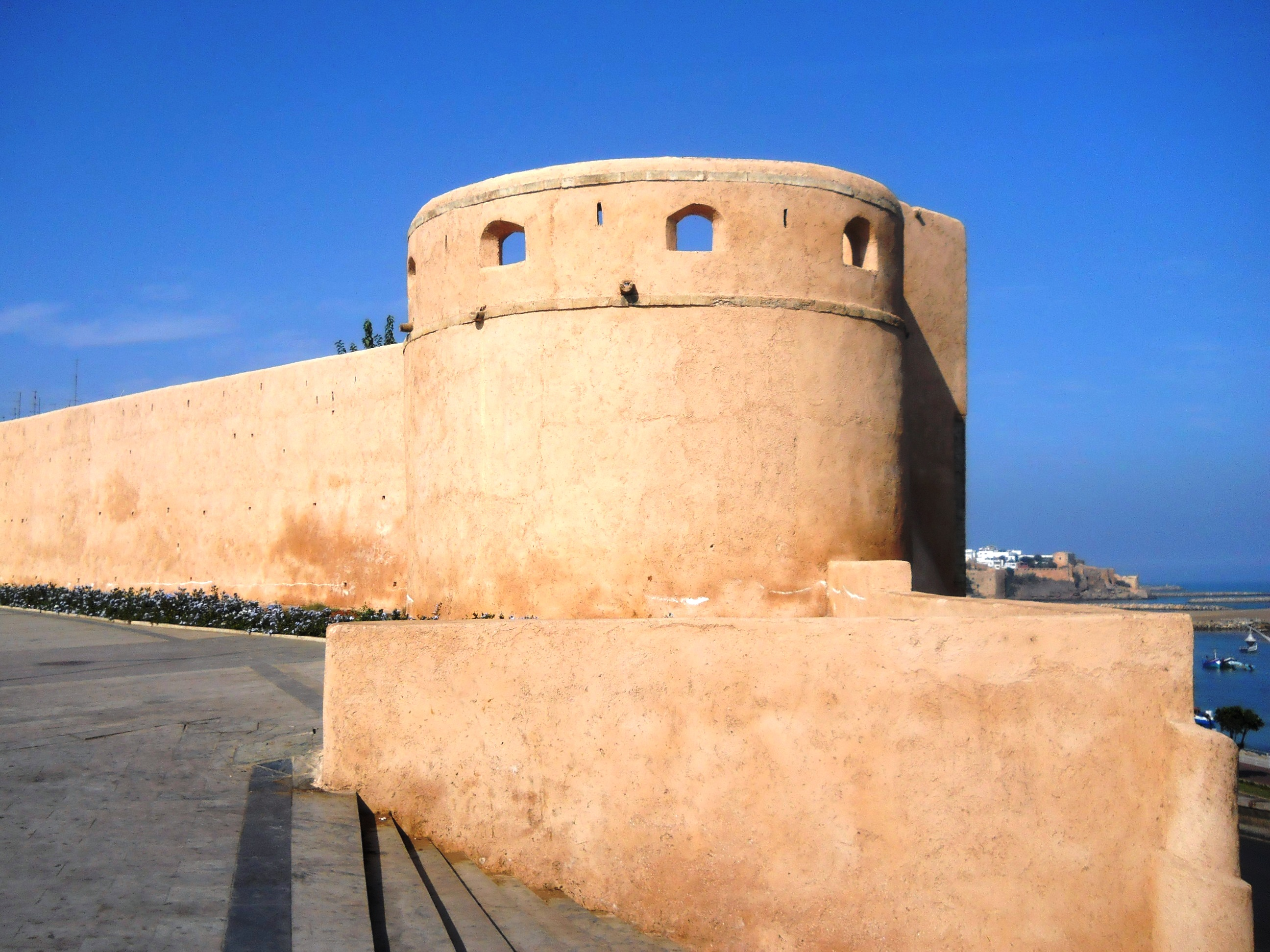
برج سيدي مخلوف في الطرف الشرقي للجدار الأندلسي.
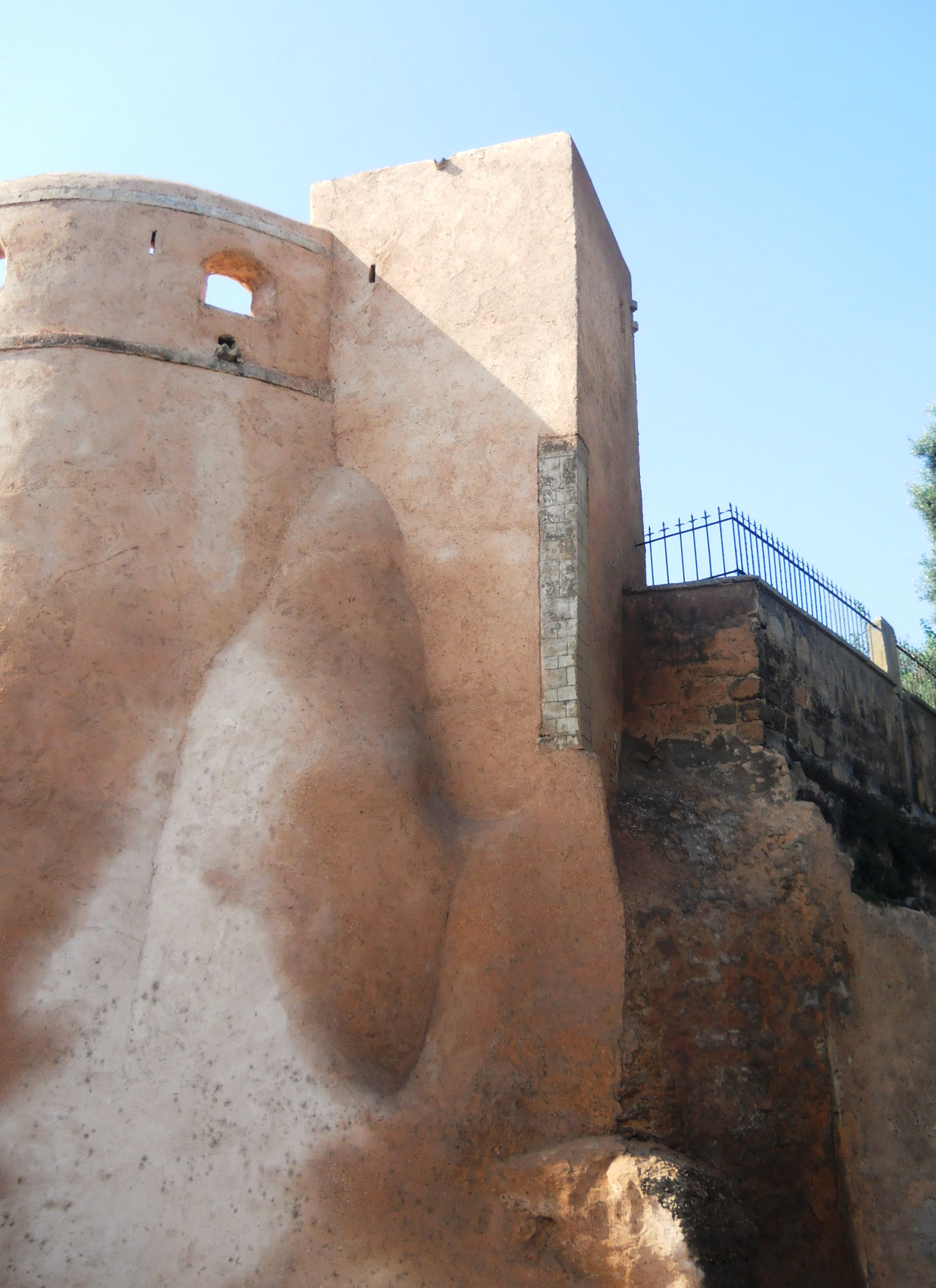
برج بارلونج بجوار برج سيدي مخلوف.
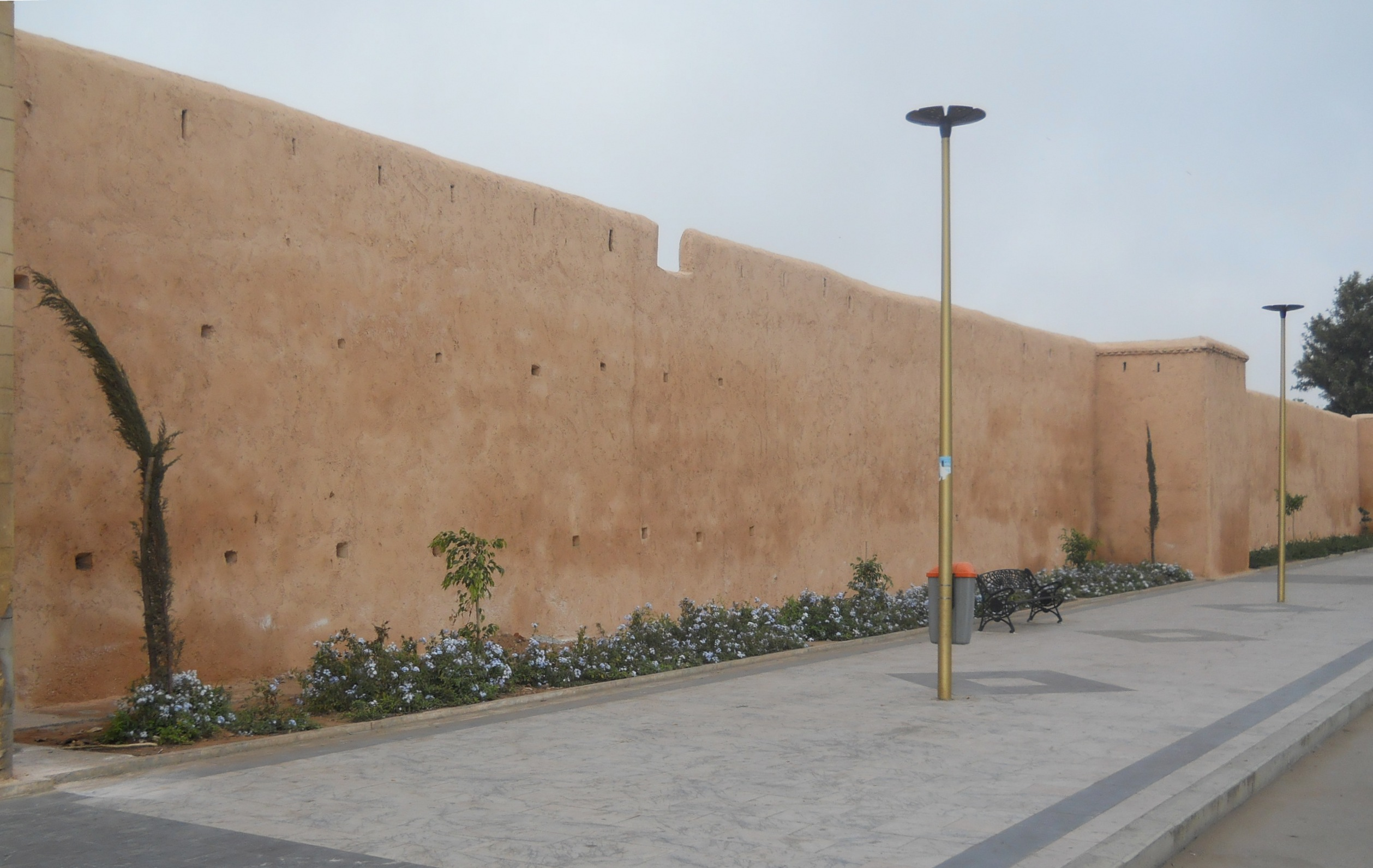
حائط من الجدار الأندلسي بين باب شلح وسيدي مخلوف.
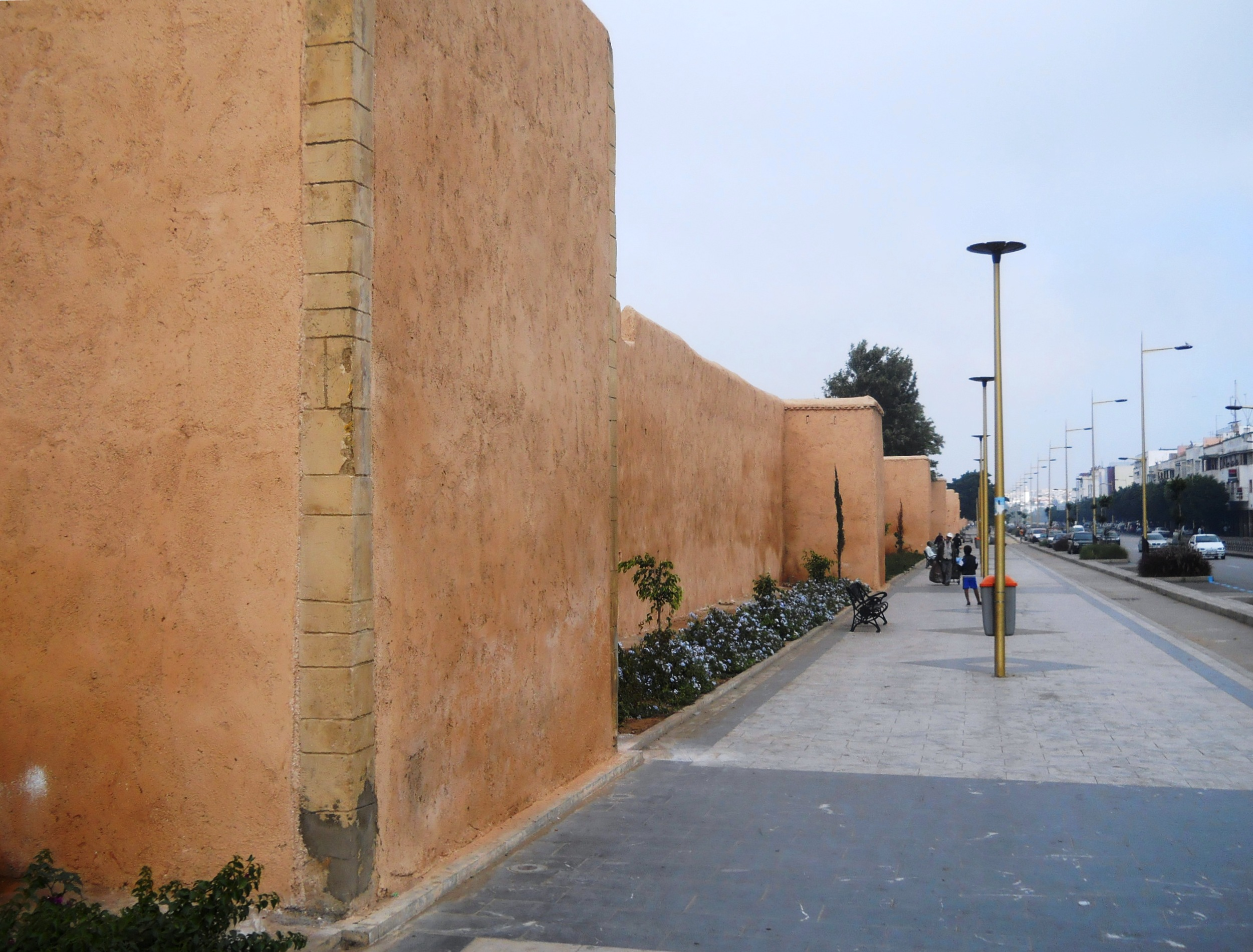
منظر للجدار الأندلسي وأبراجه.
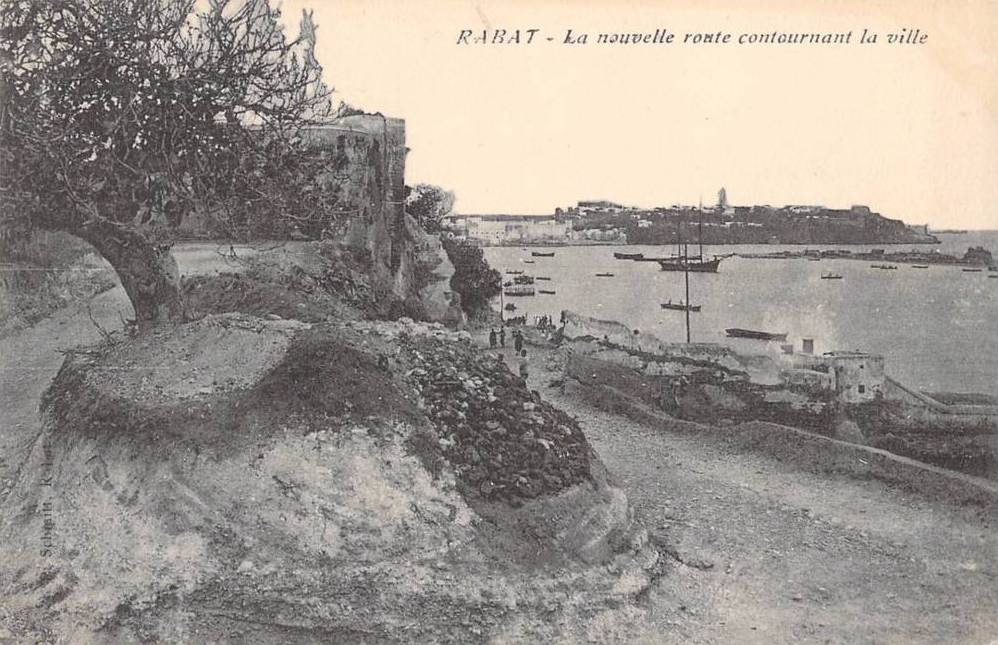
برج البرانة (أسفل اليمين) عام 1913، قبل وقت قصير من تدميره.

## بوابات الجدار الأندلسي
كان السور الأندلسي يتوفر على ثلاثة أبواب في الأصل، من الغرب إلى الشرق، باب التبن وباب البويبة وباب شالة على التوالي.
- يقع باب التبن (بوابة الحي) في نهاية شارع الكزا، وقد دُمر في عشرينيات القرن العشرين، إلى جانب جزء من الجدار الأندلسي، خلال تطوير السوق المركزية.
- باب البويبة (باب صغير) في نهاية شارع سيدي الفاتح.
- باب شالة (بوابة شالة) في نهاية الشارع الذي يحمل نفس الاسم. بُنيت البوابة الحالية في بداية القرن التاسع عشر في موقع البوابة التي كانت الموجودة سابقًا والتي يعود تاريخها إلى بناء السور.

وكان هناك بوابة رابعة، تعرف باسم باب دار البارود (باب البارود)، تعود إلى القرن الثامن عشر، وتقع بين السور الموحديّ وباب التبن، وقد دُمرت في نفس الوقت الذي دُمر فيه باب التبن.
بالإضافة إلى  بناء بوابتين في السور الأندلسي في القرن العشرين شرق باب شالة، مما سمح لحركة المرور ووصول السيارت إلى حي عوقاسة والملاح القديم من المدينة الجديدة.

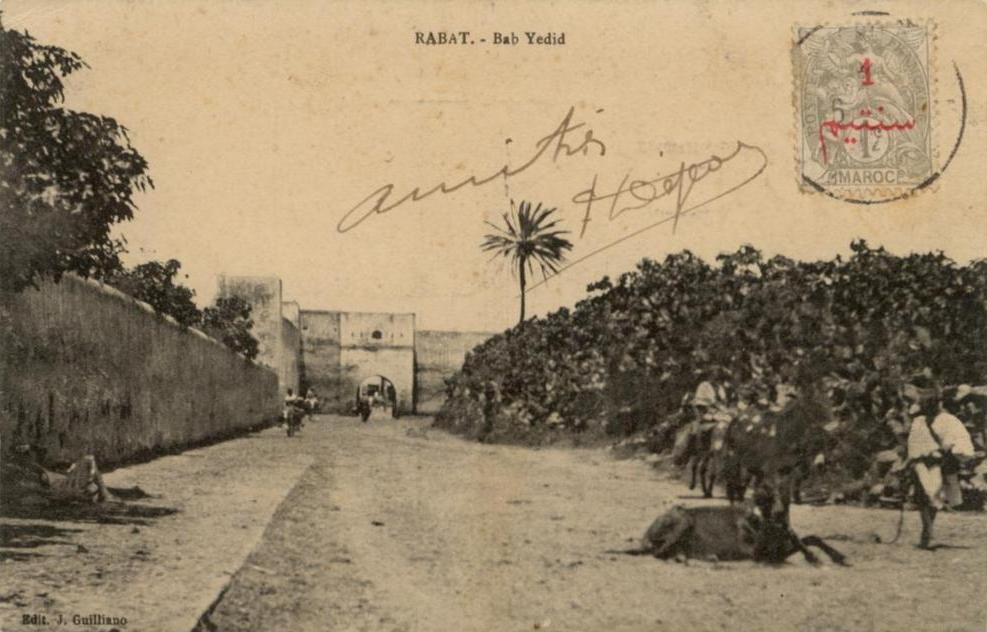
بطاقة بريدية تعود إلى عام 1912، تُظهر باب التبن (في الخلفية)؛ إلى اليسار: سور دار البارود.
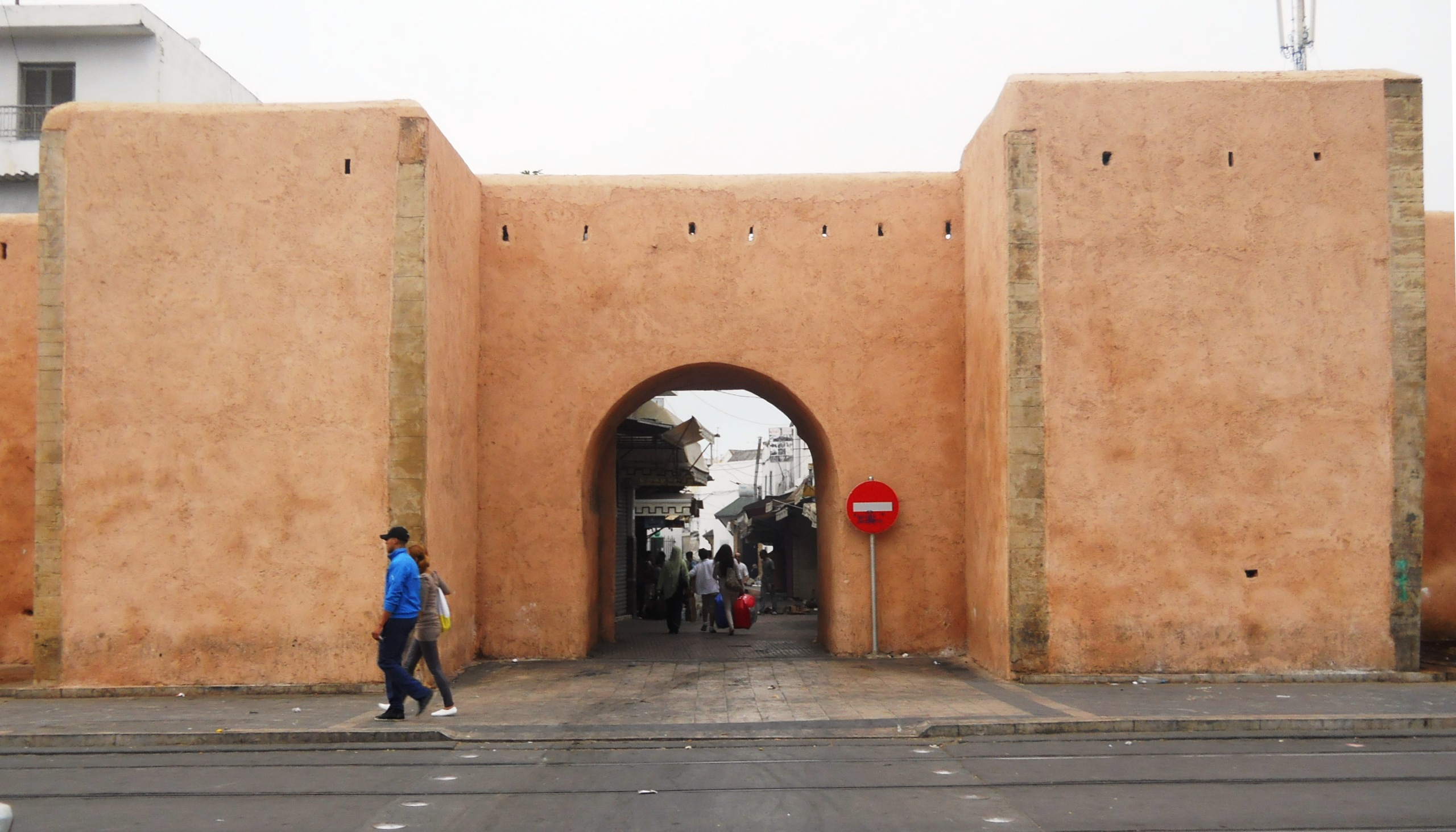
باب البويبة.
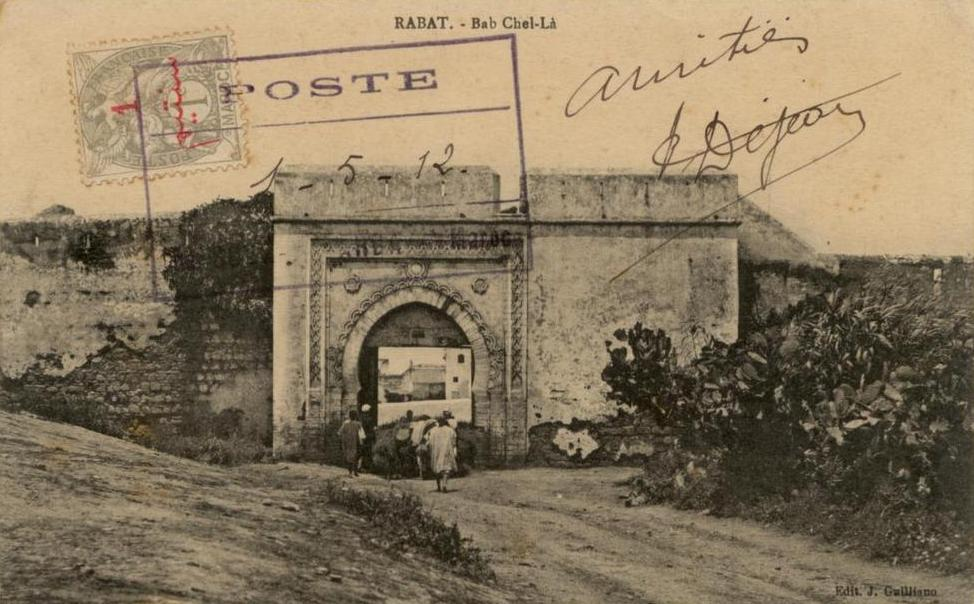
بطاقة بريدية من عام 1912، تُظهر باب شالة.